# Demokratyczna Partia Kurdystanu
Demokratyczna Partia Kurdystanu, KDP – ugrupowanie polityczne założone w Kurdystanie irackim w 1946 roku przez Mustafę Barzaniego i związane z jego wpływowym klanem. Obecnie partii przewodzi syn Mustafy, Masud Barzani.
Jej główne wpływy ogniskują się w graniczącej z Turcją północno-zachodniej części Kurdystanu irackiego. W 1992 roku w wolnych wyborach do 102-miejscowego kurdyjskiego Zgromadzenia Narodowego uzyskała 50 mandatów.
Rywalizuje z proirańską Patriotyczną Unią Kurdystanu Dżalala Talabaniego. W 1995 roku w wyzwolonej spod panowania Saddama Husajna północnej części Iraku doszło do bratobójczych walk pomiędzy oboma stronnictwami, które starała się wykorzystać armia iracka i wojska państw ościennych, które wkroczyły do Kurdystanu irackiego. 
Pogodzenie obu stronnictw kurdyjskich pozwoliło na stworzenie praktycznie niezależnej strefy w północnym Iraku, zarządzanej przez samych Kurdów. W 2005 roku, po drugiej wojnie w Zatoce Perskiej, powstała koalicja wyborcza o nazwie Demokratyczno-Patriotyczny Alians Kurdystanu, która odniosła przygniatające zwycięstwo w lokalnych wyborach do Zgromadzenia Kurdyjskiego w 2005 oraz zdobyła 75 miejsc w irackim Zgromadzeniu Narodowym w zbojkotowanych przez sunnitów wyborach w tym samym roku.
W podporządkowanych jej oddziałach milicji służy 50 tys. peszmergów.  Uzupełnia ich drugie tyle rezerwistów.

## Literatura
Jarosław Tomasiewicz: Terroryzm na tle przemocy politycznej (Zarys encyklopedyczny), Katowice 2000, s. 257-258.